# Fernande Decruck
Fernande Decruck (Galhac, França, 25 de desembre de 1896 - Fontainebleau, França, 6 d'agost de 1954) fou una compositora, organista i pianista, coneguda principalment per les seves obres per a saxòfon. La seva obra més coneguda és la Sonata en do sostingut per a saxòfon alt (o viola) i orquestra.

## Biografia[1]

### Infantesa, joventut i educació (1896 - 1928)
Fernande Decruck, filla de pares comerciants, als vuit anys ingressa al Conservatori de Tolosa de Llenguadoc, on obté el primer premi en teoria musical el 1911, el primer premi en piano el 1913 i el segon premi en harmonia el 1917.
El 1918 entra al Conservatori de París sota el mestratge de Xavier Lerroux, Jean Gallon, Paul Vidal, Georges Caussade i César Abel Estyle. El 1919 obté el primer premi en harmonia, el 1921 el segon premi en contrapunt i el 1922 el primer premi en fuga i el primer premi en piano d'acompanyament. Fora del conservatori guanya el premi Théodor Dubois i Louise de Gouy d'Arsy en fuga i dos premis Fernand Halphen en harmonia i contrapunt.
El 1922 comença a estudiar orgue amb Eugène Gigout. L'any següent aconsegueix ser la professora ajudant de Jean Gallon a la seva classe d'harmonia. Allà va ser on va conèixer i ensenyar Olivier Messiaen i Jacques Ibert.

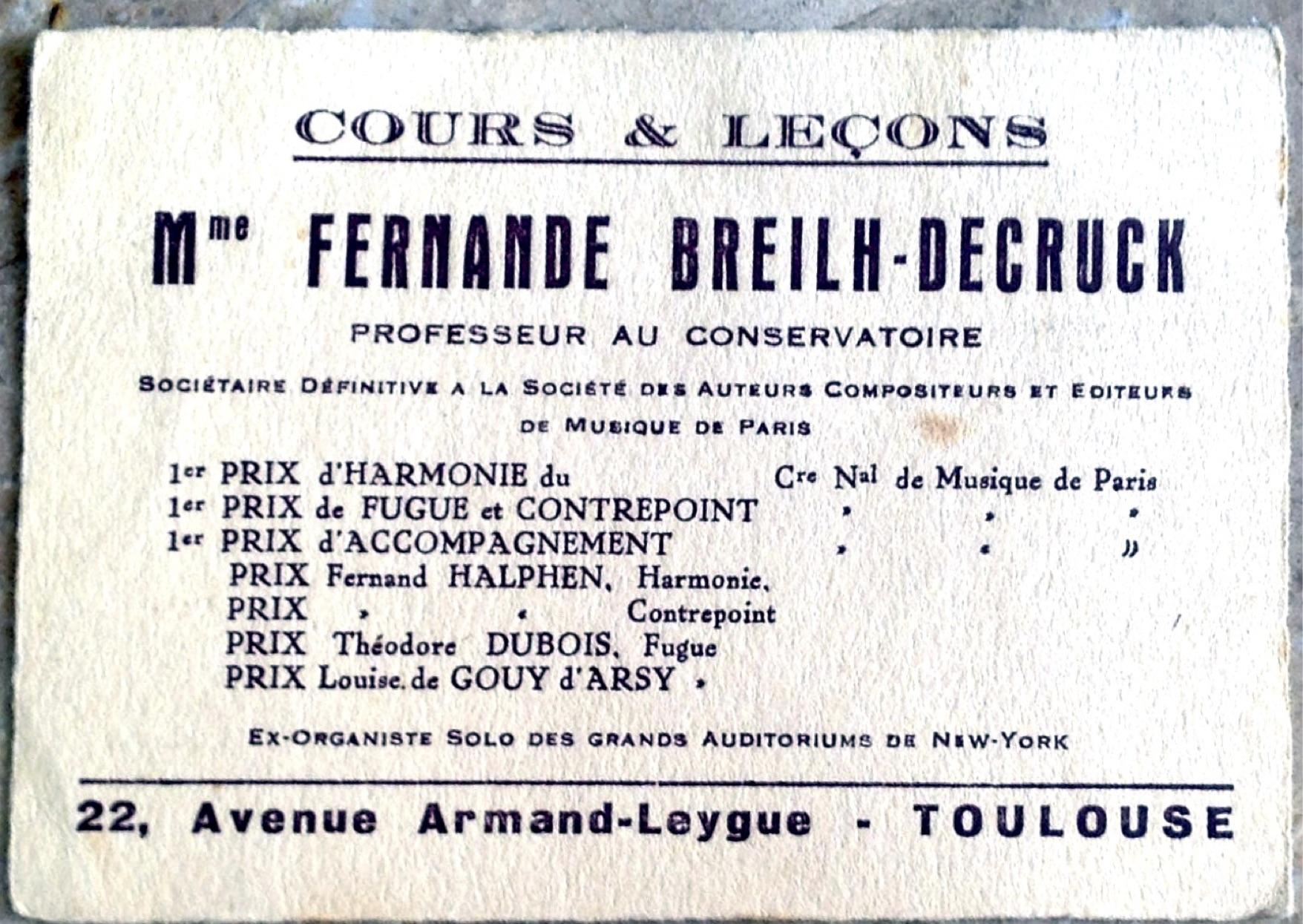
Targeta de presentació de Fernande Decruck

El 29 de gener de 1924 contrau matrimoni amb Maurice Decruck, un saxofonista, clarinetista i contrabaixista nascut a Crespin, França, el 1892, que va conèixer a la classe d'Edouard Nanny al Conservatori de París. El 1925 va tenir la seva primera filla Jeannine i el 1926 el seu fill Michel.
El 1926 Marcel Dupré va ser nomenat professor d'orgue del Conservatori de París i introdueix Decruck en la improvisació, on destaca immediatament. El 1928 o 1929, el marit de Fernande Decruck entra a formar part de l'Orquestra Filharmònica de Nova York com a primer contrabaixista i més endavant esdevé saxòfon solista a la mateixa orquestra, sota la batuta d'Arturo Toscanini. El 1928 fa una gira pels Estats Units i toca com a solista als auditoris més prestigiosos de Nova York, incloent l'auditori Wanamaker.

### Nova York (1928 - 1933)

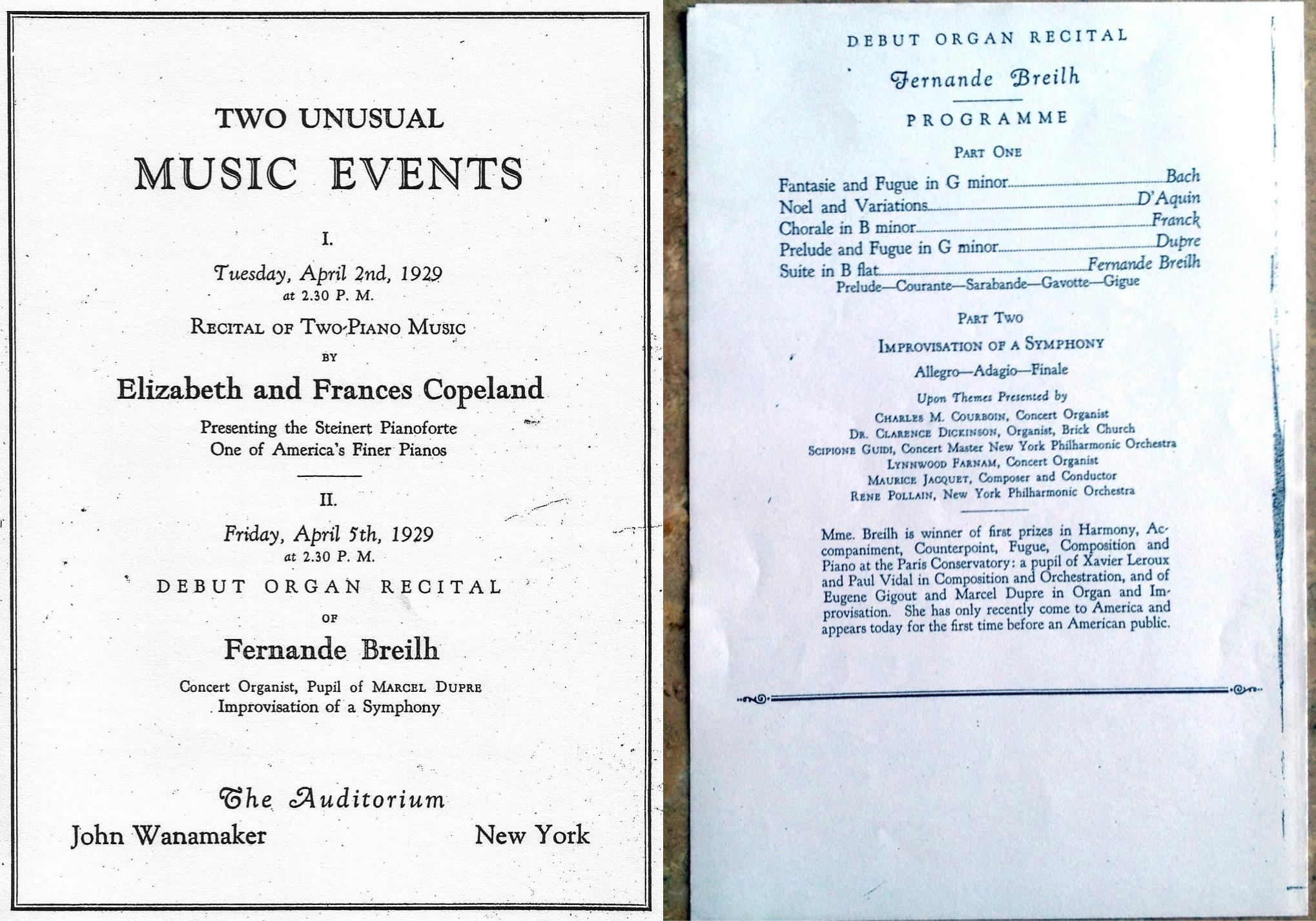
Programa del recital fet per Decruck a l'auditori Wanamaker

Amb residència a Manhattan, el 5 d'abril del 1929 fa el seu primer recital a Nord-amèrica a l'auditori de John Wanamaker on, entre obres d'altres compositors, interpreta una obra pròpia i improvisa una simfonia en tres moviments amb temes proposats per alguns compositors nord-americans, cosa que repeteix en la resta de concerts de la gira.
Després de l'èxit del seu marit com a saxofonista solista en les interpretacions del Bolero de Ravel i els Quadres d'una exposició de Mússorgski (orquestració de Ravel), el 1931 decideixen fer un llibre didàctic per a saxòfon, titulat École Moderne du saxophone (Escola moderna del saxòfon), publicat per Alphonse Leduc.
| «                                                                                     | (anglès) On the other hand, who is to say that Lucien Cailliet, first saxophone of the Philadelphia Orchestra...or Maurice Decruck, formerly first saxophone of the New York Philharmonic-Symphony, is less of an artist than flutists, violinists or cellists are on their instruments? Whoever has heard any of these great artists play the troubadour song at the castle, in “Pictures from an Exhibition,” by Moussorgsky-Ravel, is willing to class the saxophone among the most beautiful of musical instruments.' | (català) D'altra banda, qui pot dir de Lucien Caillet, primer saxòfon de l'orquestra de Filadèlfia... O Maurice Decruck, formalment primer saxòfon de la Filharmònica de Nova York, que són menys artistes que els flautistes, violinistes o violoncelistes ho són en els seus instruments? Qualsevol que hagi sentit algun d'aquests grans artistes tocar la cançó trobadoresca del castell, en els "Quadres d'una exposició" de Mússorgski-Ravel, estarà disposat a classificar el saxòfon com el més bell instrument musical.' | » |
| — Harry Schwartz, The Story of Musical Instruments: From Shepherd's Pipe to Symphony. | | |   |

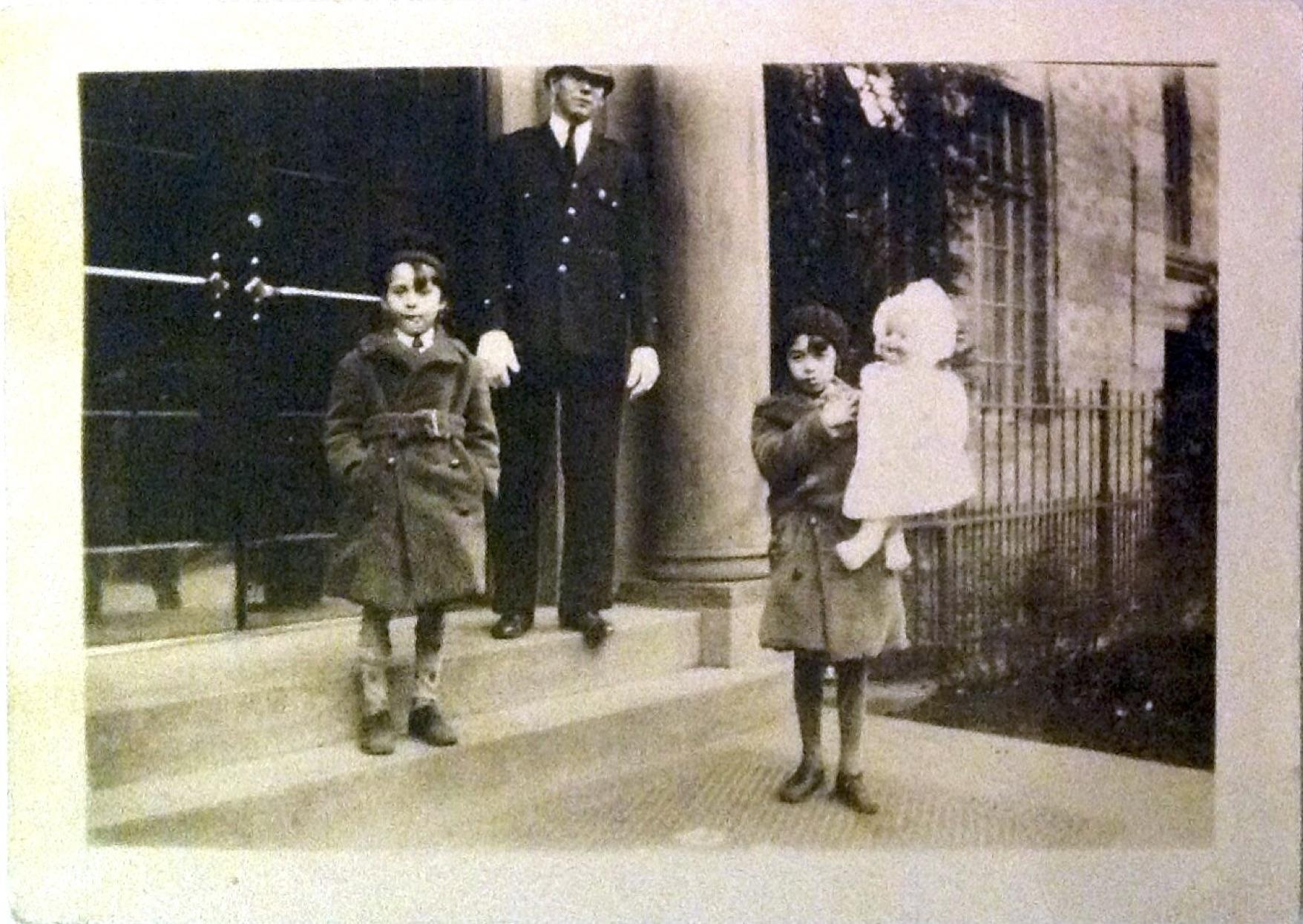
Michel i Jeannine, fills de Fernande i Maurice Decruck a la London Terrace de Chelsea, Ciutat de Nova York

En aquesta època, Decruck comença a escriure les seves primeres obres per a saxòfon, que coincideixen amb el naixement de l'escola francesa del saxòfon amb noms com François Combelle i Marcel Mule. El 1932, en una estada de sis mesos a França, dedica el Chant lyrique op. 69 a François Combelle, que va representar la primera obra escrita per una dona que va entrar al repertori de la Garde Républicaine (Guàrdia Republicana). Més endavant en va fer una orquestració dedicada al saxofonista Marcel Mule.
Durant aquest període la seva música es veu influenciada pels ragtimes i el jazz i dixieland nord-americans.

### Retorn a París (1933 - 1937)
El 1932, Maurice Decruck va patir un accident i va haver de renunciar a la seva carrera com a solista, ja que va perdre la mobilitat de la mà. En aquell moment, retornà a París i fundà Les Editions de Paris, però no va ser fins a l'abril del 1933 que Fernande Decruck va tornar dels Estats Units.

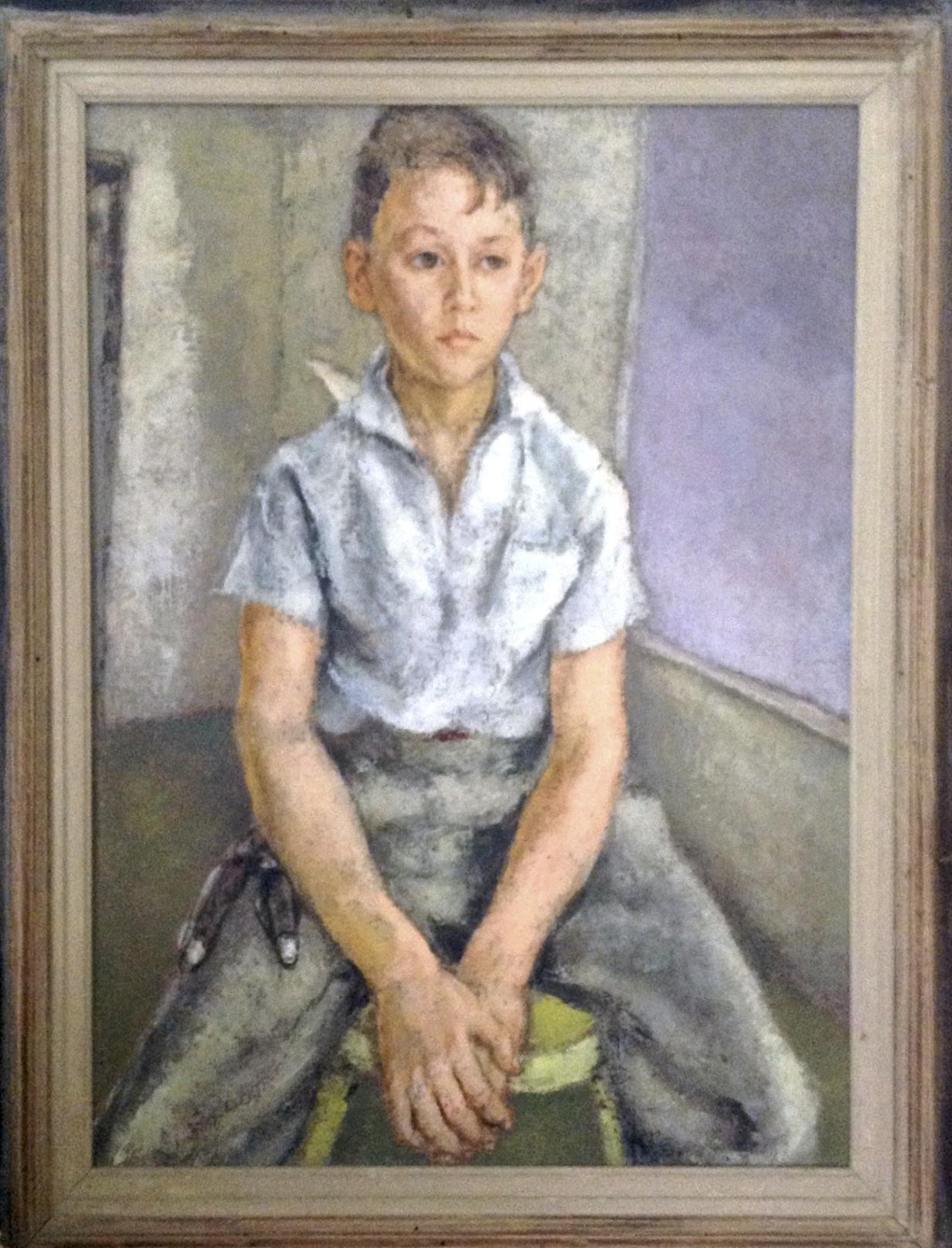
Retrat del fill de Decruck, Alain.

Poc després del seu retorn a París, Decruck compon diferents peces per a instruments de vent solista amb acompanyament de piano, obres didàctiques per a piano per als seus fills i obres per a saxòfon solista, duets i quartets de saxòfons. Un d'aquests quartets, Pavane, està dedicat al Quatuor de Saxophones de la Garde Républicaine (Quartet de Saxòfons de la Guàrdia Republicana), fundat pel saxofonista Marcel Mule l'any 1928.
Durant aquesta època, el Trio d'anches de Paris (Trio de canyes de París), fundat l'any 1927, sent la primera formació d'aquest tipus, fa encàrrecs a Decruck.
L'abril del 1935, Jeanne-Marie Darre estrena la seva sonata per a piano a la Société Nationale de Musique (Societat Nacional de Música) amb un gran èxit d'acord amb l'opinió de la crítica.
El 8 d'abril de 1937 va néixer el seu tercer fill, Alain. Sis mesos després va ser nomenada professora de teoria avançada de la música al conservatori de Tolosa.

### Tolosa (1937 - 1942)

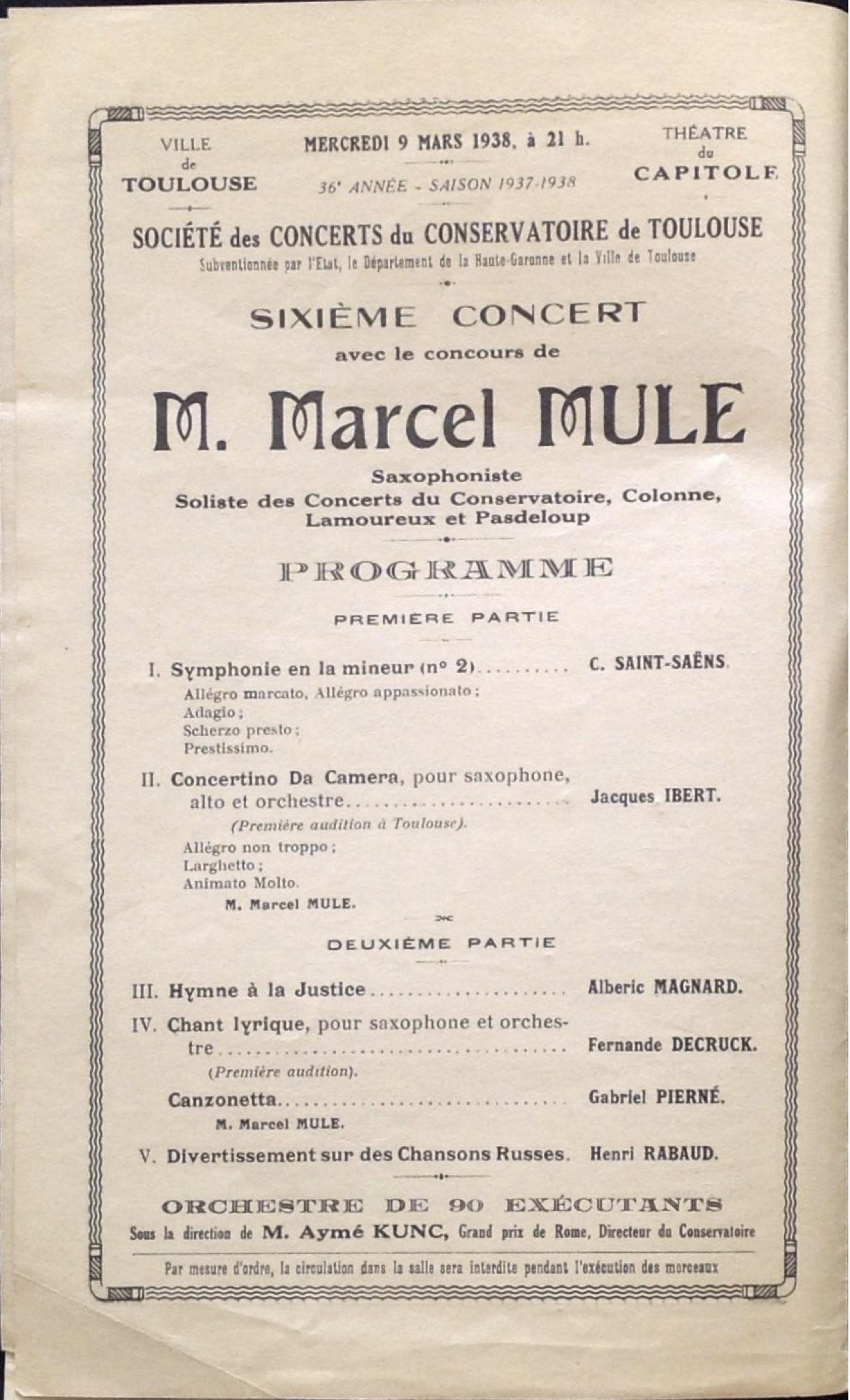
Programa de l'estrena de la versió per a saxòfon i orquestra Chant lyrique, interpretat per Marcel Mule el 9 de març del 1938.

Decruck va anar sola amb els seus tres fills a Tolosa, mentre el seu marit estava a París fent-se càrrec de l'editorial.
Durant aquest període va orquestrar el Chant lyrique, dedicat a Marcel Mule i va compondre la Symphonie Rimbaldienne, amb el subtítol de Les Illuminations, inspirada en els poemes de Rimbaud, i el ballet inspirat en Les mil i una nits, Symphonie Orientale.
En aquells anys, feia alguns recitals d'orgue on hi incloïa una simfonia improvisada, fins que el 1942 va decidir renunciar al seu lloc de professora al conservatori de Tolosa i tornar a París per a mostrar la seva obra al gran públic i dedicar-se completament a la composició.

### Estrenes a París (1942 - 1947)
Aquest període va ser el més prolífic de la compositora. Va ser llavors quan va compondre obres com el Concerto per a arpa i orquestra, el Concerto per a clarinet i orquestra, l'Hymne a Apollon, la Suite Française, entre moltes d'altres, incloent la Sonate en ut# per a saxòfon alt (o viola) i orquestra, dedicada a Marcel Mule.
Entre 1943 i 1947, la majoria de les seves obres van ser estrenades per l'orquestra Colonne, l'orquestra Pasdeloup o l'orquestra Lamoureux, sota la batuta de directors com Eugène Bigot, Paul Paray o Jean Fornet.

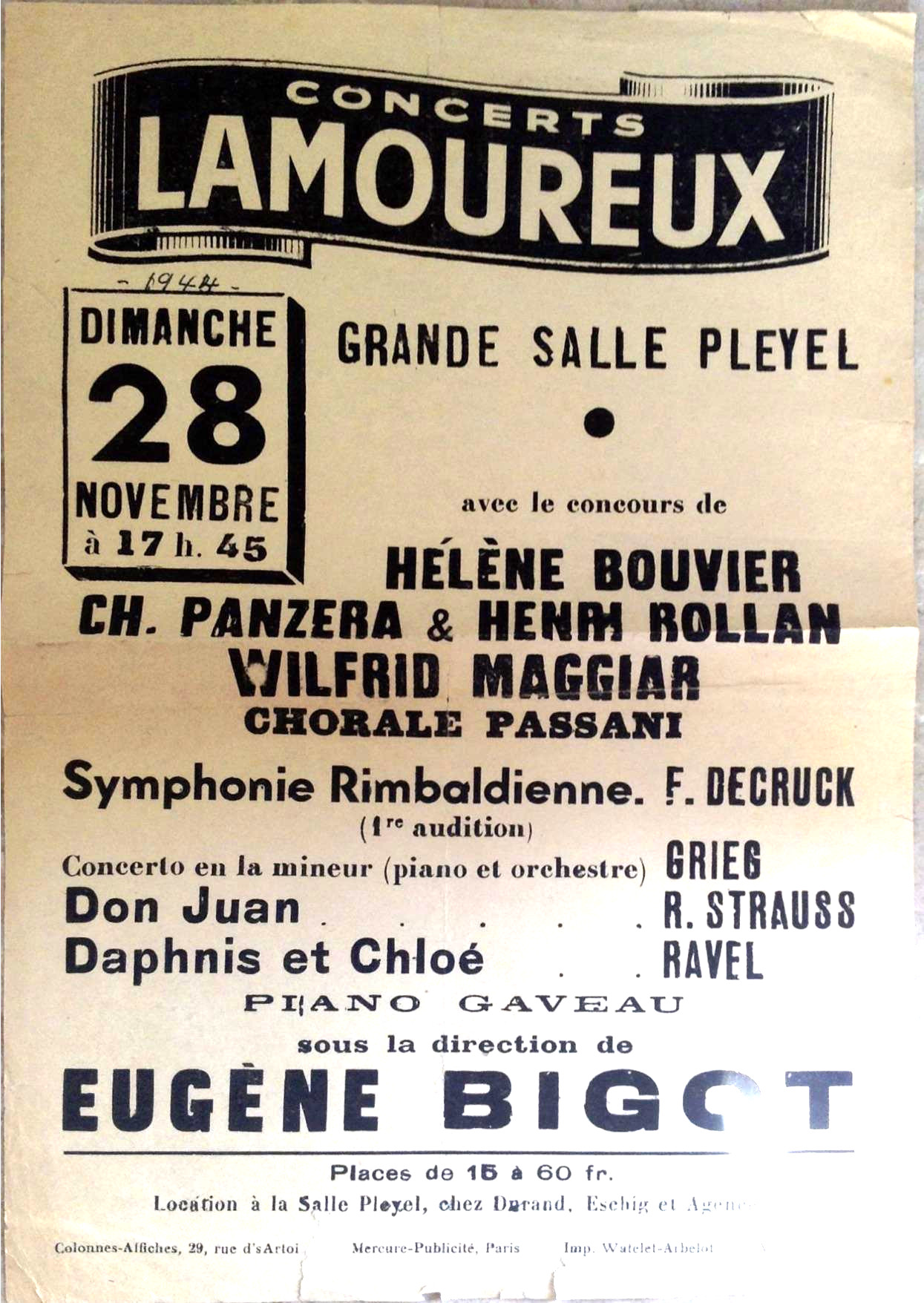
Cartell de la interpretació de la Symphonie Rimbaldienne a París, per l'orquestra Lamoureaux el 28 de novembre del 1944.

L'estrena de la Symphonie Rimbaldienne (Les Illuminations) a París el 1944 va tenir una molt bona acullida per part de la crítica.
| «                                                | (francès) Les noms des musiciennes sont à inscrire sur des pétales de roses, disait Schumann. Inscrivions plutôt celui de Fernande Decruck sur une feuille de laurier. Il en faudrait beaucoup moins (que la Symphonie Rimbaldienne) pour donner à cette nouvelle musicienne la place à laquelle elle a droit en notre musique actuelle.' | (català) Els noms de les músics s'escriuen sobre pètals de rosa, digué Schumann. De totes maneres, el nom de Fernande Decruck s'escriu en una fulla de llorer. Fa falta molt menys (que la Symphonie Rimbaldienne) per a donar a aquesta nova músic el lloc que es mereix en la nostra escena musical actual.' | » |
| — José Bruyr, Aujourd'hui (15 de gener del 1944) | | |   |

| «                                                                 | (francès) Enfin, nous avons écouté chez Lamoureux, voici quelques semaines, la "Symphonie Rimbaldienne", de Fernande Decruck. C'était une tâche immense et redoutable que de porter sur le plan symphonique non seulement la poésie illuminée mais l'ambiance frénétique du compagnon de Verlaine. Sans nous convaincre pleinement, la fresque dessinée à larges traits par Fernande Decruck s'est présentée comme, une œuvre vaillante dans son ensemble et dans un style soutenu.' | (català) Finalment, hem escoltat a Lamoureaux, fa unes quantes setmanes, la Symphonie Rimbaldienne, de Fernande Decruck. Es tracta d'una tasca immensa i difícil de portar al pla simfònic, no només la poesia il·luminada, sinó també l'ambient frenètic del company de Verlaine. Sense convèncer-nos plenament, el fresc dissenyat per Fernande Decruck es presenta com una obra valenta per la seva orquestració i un estil constant.' | » |
| — P. B., Paris-soir: Concertrs et récitals (28 de gener del 1944) | | |   |

Després de l'èxit d'aquesta estrena, en van venir moltes altres amb intèrprets com Hélène Bouvier (Cinq Poèmes Chrétiens), Noémie Perugia, Georges Jacob i Paul Bazelaire (Cantique Eucharistique), Eugène Bigot (Hymne a Apollon), Pierre Jamet (Concerto per a arpa i orquestra), Louis Cahuzac (Concerto per a clarinet i orquestra) i Marcel de Lacour (Les Trianons).
Ella mateixa va estrenar obres pròpies per a piano i per a orgue, com Huit pièces lyriques per a piano, una sonatina per a piano i un concert per a orgue.

### Retorn als Estats Units (1947 - 1948)
Tot i que durant la Segona Guerra Mundial les estrenes de Decruck van tenir un gran èxit, quan es va acabar la guerra va tenir alguns problemes per trobar noves oportunitats, ja que es veia negativament la seva carrera musical dins la França ocupada pels nazis. Els compositors que havien estat prohibits durant la guerra estaven tornant. La mala relació amb el seu marit va ser el detonant perquè Decruck marxés als Estats Units a la fi de l'any 1947 amb el seu fill petit, Alain.
Durant alguns mesos van estar vivint a Marblehead, Massachusetts amb la seva filla Jeannine i el seu gendre Walter Scott. Durant aquest període, va compondre moltes peces per a orgue incloent tres sonates, Trois pièces per a corn anglès i orgue i la Suite renaissance per a trompeta i orgue, dedicada al trompetista Roger Voisin. També va compondre Huit préludes per a piano i va començar un concert per a piano i orquestra que resta inacabat. Va fer una reducció per a piano del Poème héroïque i una versió per a quintet de vent i piano del Chant lyrique.
Les Trois pièces per a corn anglès i orgue es van interpretar en un famós programa radiofònic de la CBS presentat per Edward Power Biggs. Decruck estava molt emocionada per aquesta interpretació, com demostra en aquesta carta al seu fill Michel:
| «                                            | (francès) Le grand organiste E. Power Biggs, qui donne des concerts broadcaster dans toute l'Amérique, avait retenu pour son programme de dimanche dernier trois pièces pour cor anglais que j’avais envoyées, sans beaucoup d'espoir, parce qu’il est très sollicité, n'aime pas la musique contemporaine et que je savais de plus qu’il refusait tout en ce moment. Or j’ai su par la suite qu’il avait supprimé trois œuvres de son programme du 18 janvier pour faire place aux miennes immédiatement.' | (català) El gran organista E. Power Biggs, que fa concerts a la ràdio per tota Amèrica, va seleccionar pel seu programa del diumenge passat les Trois piècies per a corn anglès que vaig enviar, sense cap esperança, ja que ell està molt ocupat i no li agrada la música contemporània i que jo sàpiga l'ha refusat fins al moment. Però vaig saber més tard que va eliminar tres peces del programa del 18 de gener per reemplaçar-les per les meves immediatament.' | » |
| — Fernande Decruck, Carta al seu fill Michel | | |   |

Després d'aquest èxit, Edward Power Biggs i Roger Voisin interpretarien subseqüentment la Suite renaissance per a trompeta i orgue.

### Fontainebleau (1948 - 1954)

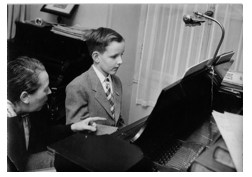
Fotografia de Fernande Decruck amb un alumne a la seva casa de Fontainebleau

Després del seu retorn dels Estats Units, Decruck és nomenada professora d'harmonia i història de la música a l'escola municipal de música de Fontainebleau, que representa un declivi respecte de les seves anteriors posicions com a professora. Aquest període final de la seva vida va estar marcat per la precarietat financera. Sempre romania separada del seu marit, de qui se'n va divorciar el 1950, i es va veure obligada a mantenir i educar el seu fill petit a soles. A part de donar classes a l'escola municipal de música de Fontainebleau, també impartia classes particulars.
La seva activitat compositora d'aquesta època es reduïa, bàsicament, a fer revisions de treballs anteriors, com la Pavane per a quartet de saxòfons, arranjada per a trio de canyes i oboè o violí i piano. També va compondre peces curtes com la Fantasie-Prélude per a violoncel i piano o Recuillement per a violí i violoncel, però també va compondre una obra per a orquestra de cambra titulada Suite Romane. A més, va compondre Les Serenades, que era una sèrie de cançons inspirades en diferents regions, escrites per a petits ensembles amb qui el seu fill Michel, violinista, tocava.
Durant el període de Fontainebleau, Fernande Decruck era l'organista de l'església de Saint-Louis del mateix poble.
El 1952 va agafar un constipat pel qual va patir un atac cerebral que la va deixar hemiplègica i bastant incapacitada físicament. Des de llavors la seva salut, sempre fràgil, no va millorar i finalment va morir per un altre atac cerebral el 6 d'agost de 1954.

## La música de Decruck[8]
Encara que Gabriel Fauré va deixar de ser el director del conservatori de París el 1920, Fernande Decruck i molts dels estudiants del conservatori es van veure infuïts per la seva música. Això queda demostrat en l'ús de formes tradicionals com a mitjà de la composició i el no trencament de la tonalitat però lliurant-se de les seves restriccions.
El mestratge de Gigaut (mestre de Fauré) i de Dupré també influeixen molt Decruck, ja que la improvisació a l'orgue acaba esdevenint un punt central en la seva carrera musical.
En la seva primera etapa compositiva fa servir un ritme estricte amb una mètrica constant. Més endavant fa més ús del rubato i empra un ritme més creatiu i inestable.
La seva música ha estat sovint qualificada d'amable i fàcil. En algunes ocasions la rebuda de la seva música per part de la crítica no ha estat bona, tot i que tenia tant detractors com defensors.
| «                                        | (francès) C’est une musique aimable et facile qu’a écrite Fernande Decruck, auteur d'une Symphonie Rimbaldienne pour chœur et orchestre, sympathetiquement mais imprudemment audacieuse.' | (català) És una música amable i fàcil escrita per Fernande Decruck, autora d'una Symphonie Rimbaldienne per a cor i orquestra, simpàticament però imprudentment audaç.' | » |
| — Robert Bernard, Histoire de la Musique | | |   |

Gran part de la seva música és encara avui en dia desconeguda, ja sigui perquè no s'ha publicat o perquè els autors contemporanis no han escrit sobre ella.
La música de Decruck és molt propera a la dels compositors anomenats impressionistes (Debussy i Ravel) pel seu ús d'elements pandiatònics i pantriàdics i incorpora alguns fragments politonals Empra escales modals i simètriques, fet que demostra el seu interès per l'harmonia no-funcional.

### La música per a saxòfon
El seu marit Maurice Decruck, saxofonista solista de la Filharmònica de Nova York, va influir molt en les obres per a saxòfon que va compondre Fernande.
El llibre d'estudis École moderne du saxophone, escrit conjuntament amb Maurice, representa la seva primera composició per a saxòfon. En aquest llibre, la majoria dels estudis són tonals, tot i que l'harmonia funcional s'hi pot aplicar rarament. Aquest tret és característic de la majoria de les seves composicions.
A més de la influència del seu marit, Decruck mantenia amistat amb François Combelle i Marcel Mule, saxofonistes membres de la Garde Républicaine, o l'americà Rudy Weidoeft, que s'havia guanyat el nom de "El rei del saxòfon" per la seva virtuositat i la tècnica innovadora pel seu temps. La majoria d'obres per a saxòfon que compon estan dedicades a Marcel Mule, ja que el 1942 va ser nomenat professor de saxòfon del conservatori de París després d'haver-ne desaparegut la càtedra pels volts del 1870.
El progrés compositiu de Decruck és evident quan comparem les primeres obres per a saxòfon com Sax volubile o Stars under the moon amb obres posteriors com les Pièces françaises o la Sonate en ut dièze. Tant el llenguatge harmònic i la complexitat rítmica com el desenvolupament melòdic demostren un creixement compositiu.
Les primeres obres de Decruck han estat considerades freqüentment com a música lleugera, ja que agafava molts elements de la música de ball, el folk, el ragtime i la música impressionista. The Golden Sax i Sax volubile són un exemple d'aquesta música lleugera i tècnicament atractiva, amb una escriptura simple, harmonies previsibles i amb una construcció melòdica d'escales i arpegis.
Decruck era més atrevida harmònicament en les seves obres líriques del mateix període, com per exemple els seus Chant lyriques (se'n conserven el primer, el tercer i el cinquè), que comencen a insinuar una ambigüitat harmònica més present en les seves obres posteriors, afegint sisenes i setenes en harmonies triàdiques.

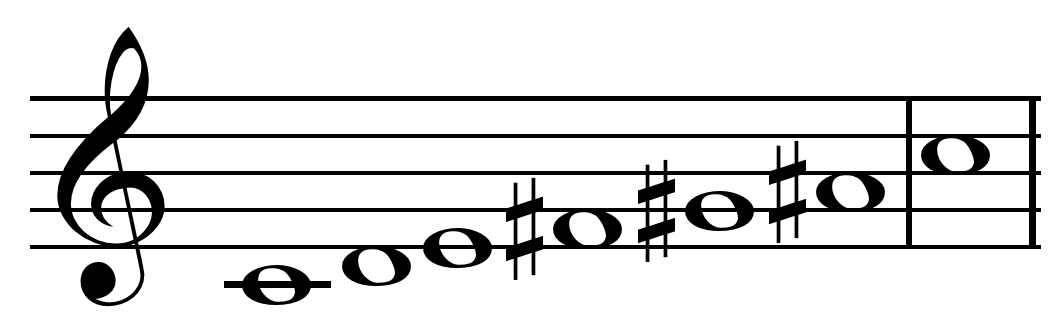
Escala de tons sencers de do

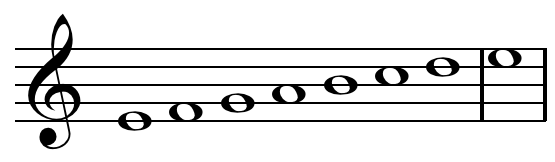
Escala frígia de mi

En la seva època d'estrenes a París (1942 - 1947) és molt conscient del seu progrés compositiu i és per això que vol mostrar les seves obres al gran públic. Les seves obres per a saxòfon deixen de ser d'un sol moviment a tenir-ne més i sap aprofitar molt millor els recursos de l'instrument d'una manera enginyosa i inventiva. L'interès per l'harmonia no-funcional es veu reflectida en les Danses autuor du monde (1943). Els dos primers moviments d'aquesta obra estan basats gairebé completament en escales de tons sencers i el moviment Île de Java utilitza l'escala frígia de fa. Aquests elements estan clarament influenciats per la música de Debussy i l'exotisme, molt present a la França de la primera meitat del segle xx.
El punt màxim de la composició per a saxòfon arribaria poc després de les Danses autuor du monde, amb la seva Sonate en ut dièze dedicada al virtuós saxofonista Marcel Mule.

#### Sonata en do sostingut per a saxòfon alt (o viola) i orquestra
Anomenada originalment com a Sonata en ut dièze pour saxophone alto (ou alto) et orchestre. Aquesta sonata va estar 50 anys desapareguda, des de la mort de Fernande Decruck fins que es va recuperar als anys 90. Des de les gravacions el 2002 de Nicolas Prost i Claude Delangle fins ara, ha esdevingut una obra clàssica del repertori per a saxòfon.
L'obra està organitzada en quatre moviments: I. Trés modéré, II. Andante, III. Fileuse, IV. Nocturne et Final.
Aquesta sonata s'ha atribuït tant a Fernande Decruck, com al seu marit, Maurice. Avui en dia és ben segur que és de Fernande, sabent que Maurice no va escriure cap més obra per a saxòfon després del llibre École moderne du saxophone, com han confirmat el seu fill Michel i la seva neta Hélène.
La data de composició de la sonata també és controvertida. Inicialment es creia que s'havia compost entre 1942 i 1944, però en aquests moments sabem del cert que va ser el 1943. Aquesta sonata, juntament amb Danses autuor du monde i Pièces françaises, conforma un conjunt de tres obres dedicades al mateix saxofonista, Marcel Mule, en aquells moments professor de saxòfon del conservatori de París, compostes el mateix any.
Marcel Mule en va fer la primera gravació parcial l'any 1954 amb l'Andante et Fileuse, on l'Andante no forma part de la sonata però la Fileuse sí. Les dues primeres gravacions de la sonata completa apareixen el 2002 per part de Nicolas Prost i Claude Delangle.
El fet que Decruck mantingués una relació d'amistat amb Mule i la dedicació d'altres obres a aquest saxofonista, ens fa pensar que la sonata havia estat escrita originalment per al saxòfon. No obstant això, la part de piano utilitza la viola com a instrument solista i té alguns canvis respecte a la part de saxòfon. Això suggereix que aquesta obra, o si més no, parts d'ella, estan escrites per a viola. La versió de saxòfon i de viola dels moviments III i IV són pràcticament iguals i la música és altament idiomàtica per al saxòfon. De totes maneres, els altres dos moviments tenen unes diferències més notables, com la gran amplitud de registre que es mostra en el primer moviment en la part de viola, que no és el mateix en la part de saxòfon.
El nom de l'obra ens suggereix una altra ambigüitat. Una sonata sol ser una obra de cambra, però el fet que digui que és per a orquestra ens suggereix el contrari. Si bé hi ha una versió per a saxòfon i piano i una per a saxòfon i orquestra, aquesta segona sembla l'original. L'orquestració de l'obra és la següent: saxòfon alt solista, dues flautes travesseres, dos oboès, dos clarinets, dos fagots, quatre trompes, dues trompetes, un trombó, tres percussions, celesta, dues arpes i secció de corda (violins primers, violins segons, violes, violoncels i contrabaixos).
El llenguatge d'aquesta sonata és molt proper a l'impressionisme, però també al neoclassicimse. Utilitza elements pandiatònics o pantriàdics i politonals.

## Obres[8][14][15]
La catalogació de les obres de Decruck és molt controvertida, ja que la majoria d'elles s'han perdut i només consten els seus títols en publicacions de l'època, o no estan datades.
A més, en gran part de les seves obres, sobretot les de saxòfon, s'atribueix una coautoritat al seu marit Maurice Decruck, a causa de la realització del llibre didàctic École moderne du saxophone, però recentment s'ha demostrat que en les altres obres aquesta coautoritat és falsa.
| OBRES PER A SAXÒFON | OBRES PER A SAXÒFON        | OBRES PER A SAXÒFON                                                                                    | OBRES PER A SAXÒFON              | OBRES PER A SAXÒFON                                   | OBRES PER A SAXÒFON  |
| ------------------- | -------------------------- | --- | -------------------------------- | ----------------------------------------------------- | -------------------- |
| Any de publicació   | Títol                      | Moviments                                                                                              | Dedicatòria                      | Instrumentació                                        | Editorial            |
| 1932                | École moderne du saxophone | |                                  | saxòfon                                               | Leduc                |
| 1932                | Chant lyrique op. 69       | | François Combelle                | saxòfon alt i piano                                   | Selmer               |
| 1933                | Pavane                     | | Quatuor de la Garde Républicaine | quartet de saxòfons                                   | EP                   |
| 1934                | 5me Chant lyrique          | |                                  | saxòfon alt i piano                                   | Leduc                |
| 1934                | Complainte de Dinah        | |                                  | saxòfon i piano                                       | EP                   |
| 1934                | 12 Duos                    | |                                  | dos saxòfons alts                                     | EP                   |
| 1934                | The golden sax             | | Rudy Widoeft                     | saxòfon alt i piano                                   | EP                   |
| 1934                | The red sax                | | Camille Sauvage                  | saxòfon i piano                                       | EP                   |
| 1934                | Selmera sax                | |                                  | saxòfon alt i piano o orquestra                       | Selmer               |
| 1934                | Sax volubile               | |                                  | saxòfon i piano                                       | Billaudot            |
| 1934                | Saxophonietta              | |                                  | saxòfon alt i piano                                   | EP                   |
| 1934                | Spleen                     | | Camille Sauvage                  | saxòfon i piano                                       | EP                   |
| 1934                | Stars under the moon       | | Camille Sauvage                  | saxòfon i piano                                       |                      |
| 1934                | Saxophonie                 | 1. Allegro moderato 2. Lento expressivo 3. Tempo de jazz                                               |                                  | quartet de saxòfons (dos alts, un tenor i un baríton) | EP                   |
| 1934                | Saxophonesques             | |                                  | duet de saxòfons (dos alts o alt i tenor)             |                      |
| 1937 (obra perduda) | Chant lyrique              | | Marcel Mule                      | saxòfon alt i orquestra                               |                      |
| 1937                | 3me Chant lyrique          | |                                  | saxòfon alt i piano                                   | Buffet Crampon/Leduc |
| 1939                | Variations saxophoniques   | Tema i 11 variacions                                                                                   |                                  | quartet de saxòfons                                   | Billaudot            |
| 1943                | Pièces Françaises          | 1. Tambourin 2. Vieux calvaire 3. Villageoise 4. Forlane 5. L'horloge 6. Rondel 7. Rigaudon 8. Toccata | Marcel Mule                      | saxòfon alt i piano                                   | Billaudot            |
| 1943                | Danses autour du monde     | 1. Au pays imaginaire 2. Île de Java 3. Cambodge                                                       | Marcel Mule                      | saxòfon alt i arpa (o piano)                          | Lacour/Billaudot     |
| 1943                | Sonate en ut dièze         | 1. Tres modéré 2. Expressif 3. Fileuse 4. Nocturne et final                                            | Marcel Mule                      | saxòfon alt (o viola) i orquestra                     | Costallat/Billaudot  |
| obra perduda        | Andante et Fileuse         | 1. Andante 2. Fileuse                                                                                  |                                  |                                                       |                      |
| obra perduda        | Maghreba                   | |                                  | saxòfon alt i arpa                                    |                      |
| obra perduda        | Sur la lyre                | |                                  | saxòfon i piano                                       |                      |
| obra perduda        | Totem                      | |                                  | saxòfon i piano                                       |                      |
| obra perduda        | The conqueror sax          | |                                  | saxòfon i piano                                       |                      |
| obra perduda        | Prelude a deux             | |                                  | dos saxòfons                                          |                      |
| obra perduda        | Andante et fileuse         | | Marcel Mule                      | saxòfon alt i piano                                   |                      |
| no datat            | Jazz Toccata               | |                                  | saxòfon alt i piano o orquestra                       |                      |
| no datat            | Printemps                  | |                                  | quartet de saxòfons                                   | EP                   |
| no datat            | Sicilienne                 | |                                  | quartet de saxòfons                                   | EP                   |
| obra perduda        | 2me Chant lyrique          | |                                  | saxòfon alt i piano                                   |                      |
| obra perduda        | 4me Chant lyrique          | |                                  | saxòfon alt i piano                                   |                      |
| obra perduda        | 6me Chant lyrique          | |                                  | saxòfon alt i piano                                   |                      |
| obra perduda        | Saxophone concerto         | |                                  |                                                       |                      |
| no datat            | Aria                       | |                                  |                                                       |                      |
| obra perduda        | 2 Berceuses                | |                                  | quartet de saxòfons                                   |                      |
| obra perduda        | Saxophone di camera        | |                                  | quartet de saxòfons                                   |                      |
| obra perduda        | Prélude                    | |                                  | quartet de saxòfons                                   |                      |
| obra perduda        | Toccata                    | |                                  | quartet de saxòfons                                   |                      |

| ALTRES OBRES      | ALTRES OBRES                                   | ALTRES OBRES | ALTRES OBRES           | ALTRES OBRES                                           |
| ----------------- | ---------------------------------------------- | --- | ---------------------- | ------------------------------------------------------ |
| Any de publicació | Títol                                          | Moviments | Dedicació              | Instrumentació                                         |
| 1925              | Soleil couchant                                | |                        | piano                                                  |
| 1928              | Variations sur un air gallois                  | | Marcel Dupré           | orgue                                                  |
| 1932              | Elégie                                         | |                        | clarinet i piano                                       |
| 1933              | Danses et processions andalouses               | |                        | piano                                                  |
| 1934              | Scherzo fantasque                              | |                        | fagot i orquestra                                      |
| 1934              | Trio                                           | | Trio d'anches de Paris | oboè, clarinet i fagot                                 |
| 1934              | Pastorale triste                               | |                        | trompa i piano                                         |
| 1934              | Scherzo élégiaque                              | |                        | flauta i piano                                         |
| 1934              | Six duettos                                    | |                        | dos clarinets                                          |
| 1935              | Symphonie brève                                | |                        | orquestra                                              |
| 1935              | Les cloches de Vienne                          | |                        |                                                        |
| 1936              | Concerto pour violoncelle et orchestre         | |                        | violoncel i orquestra                                  |
| 1936              | Deux poèmes chinois de Tsin-Pao                | 1. La chanson de la Jonque 2. Un rayon danse sur la mer |                        |                                                        |
| 1936              | Deux poèmes du terroir                         | 1. La Confession 2. La Veillée |                        |                                                        |
| 1937              | Variations sur Le P'tit Quinquin (arranjament) | | Trio d'anches de Paris | oboè, clarinet i fagot                                 |
| 1937              | Divertisement sur un thème populaire           | |                        |                                                        |
| 1937              | Marucha                                        | |                        |                                                        |
| 1939              | Trio capriccio                                 | | Trio d'anches de Paris | oboè, clarinet i fagot                                 |
| 1937-1942         | Symphonie Rimbaldienne (Les Illuminations)     | |                        | orquestra i soprano i baríton solistes, cor i narrador |
| 1937-1942         | Symphonie Orientale                            | |                        | orquestra                                              |
| 1944              | Concerto pour harpe                            | |                        | arpa i orquestra                                       |
| 1944              | Hymne à Apollon                                | |                        | arpa i orquestra                                       |
| 1944              | Cinq poèmes chrétiens                          | 1. Jésus tombe pour la seconde fois (Poema de Paul Claudel) 2. Le Crucifix (Poema de Alphonse de Lamartine) 3. La couronne effeuillée (Poema de Marceline Desbordes-Valmore) 4. Épiphanie (Poema de José María de Heredia) 5. Cantique "Mercredi à laudes" (Poema de Jean Racine) |                        | veu i orquestra                                        |
| 1944              | Sonatine                                       | |                        | violí i violoncel                                      |
| 1944              | Le pont de soie                                | |                        | veu i piano                                            |
| 1945              | Suite française                                | |                        | orquestra de corda i instruments de vent solistes      |
| 1945              | Chanson de pâques                              | |                        | veu i piano                                            |
| 1946              | Concerto pour clarinette                       | |                        | clarinet i orquestra                                   |
| 1946              | Poème héroïque                                 | |                        | trompeta, trompa i orquestra                           |
| 1946              | Les trianons                                   | |                        | clavicèmbal i orquestra                                |
| 1946              | Sonatine                                       | |                        | piano                                                  |
| 1946              | Les horloges                                   | |                        | veu i piano                                            |
| 1946              | Soir dans la pogode                            | |                        | veu i piano                                            |
| 1946              | Sur le grand lac                               | |                        | veu i piano                                            |
| 1946              | Tapisserie de Sainte Geneviève                 | |                        | veu i orquestra                                        |
| 1946              | Jeanne d'Arc                                   | |                        | veu i orquestra                                        |
| 1948              | Trois pièces                                   | |                        | corn anglès i orgue                                    |
| 1948              | Suite renaissance                              | |                        | per a trompeta i orgue                                 |

## Discografia[28]
| Any  | Títol                                                                      | Artistes                                                                              | Discogràfica | Tipus de gravació |
| ---- | -------------------------------------------------------------------------- | ------------------------------------------------------------------------------------- | ------------ | ----------------- |
| 1954 | Le saxophone Vol. 1                                                        | Marcel Mule                                                                           | Decca        | Disc de vinil     |
| 2002 | A La Française                                                             | Claude Delangle, Odile Delangle                                                       | Bis          | CD d'àudio        |
| 2002 | Saxiana: musique de chambre pour saxophone                                 | Nicolas Prost, Christophe Boidin, Anne Lecapelain, Guillaume Pernes, Laurent Wagschal | Eroica       | CD d'àudio        |
| 2009 | Fernande Decruck                                                           | Jean Pierre Baraglioli, Florestan Boutin                                              |              | CD d'àudio        |
| 2011 | Brillance: Ragtime to Modernism                                            | Mathieu Gaulin, Jacynthe Riverin                                                      | Analekta     | CD d'àudio        |
| 2011 | VOICES OF DISSENT - Music for Saxophone and Piano                          | Joren Cain, Sarah Cain, Maila Gutierrez Springfield                                   | MSR Classics | CD d'àudio        |
| 2012 | Saxophone                                                                  | Asya Fateyeva, Valeriya Myrosh                                                        | Genuin       | CD d'àudio        |
| 2012 | French Music for Alto Saxophone                                            | Michael Ibrahim, John Morrison                                                        | Cala Records | CD d'àudio        |
| 2012 | Holy Roller                                                                | Stephen Page, Cameron Hofmann                                                         |              | CD d'àudio        |
| 2012 | La Viola: Music for Viola and Piano by Women Composers of the 20th Century | Hillary Herndon, Wei-Chun Bernadette Lo                                               | MSR Classics | CD d'àudio        |
| 2014 | Incandescence: Music By Women Composers for Sax                            | Michael Duke, David Howie, Alexa Still, Anna Duke                                     | 1-2-3-4 GO   | CD d'àudio        |
| 2014 | Malinconico                                                                | Bartek Dus, Magdalena Wojciechowska                                                   |              | CD d'àudio        |